# Поверни її мені
«Поверни її мені» (англ. Bring Her Back) — австралійський фільм жахів 2025 року, зрежисований Денні та Майклом Філіппу. Головні ролі виконали Саллі Гокінс, Біллі Барретт і Сора Вонг.
Прем'єра фільму в Україні відбулась 31 липня 2025 року. «Поверни її мені» здобув високі оцінки критики, низка оглядачів назвала його «найкращим фільмом жахів року» з виокремленням «однієї з найсильніших ролей у кар'єрі Саллі Гокінс».

## Сюжет
Дія відбувається на околицях Аделаїди. Після смерті обох батьків 17-річного Енді та його молодшу сестру, здебільшого незрячу Пайпер, усиновлює жінка середнього віку Лора, яка втратила свою власну незрячу доньку після нещасного випадку. В усамітненому будинку Лори вже мешкає інша усиновлена дитина, німий Олівер. Поступово причини дивної поведінки Лори та Олівера стають зрозумілими Енді та Пайпер…

## У ролях
- Саллі Гокінс — Лора
- Біллі Барретт — Енді
- Сора Вонг — Пайпер
- Джона Рен Філліпс — Олівер
- Саллі Енн-Аптон — Венді
- Стівен Філліпс — Пол

## Створення
Сценарій фільму був написаний колишніми влогерами, братами-близнюками Денні та Майклом Філіппу (відомими як RackaRacka) одночасно зі сценарієм їхнього режисерського дебюту, «Говори до мене» (2022). Емоційне ядро історії, розказаної в «Поверни її мені», є вкрай особистим для братів, оскільки на той час померла близька для них людина і сценарій став способом дати волю горю. Сцени, що спочатку мали лякати, ставали сумними, особливий акцент робився на Лорі та тому, через що вона проходить.
Саме на Саллі Гокінс режисери розраховували, роздумуючи про головну акторку. Передивившись її основний кінодоробок, вони «були вражені її можливостями перевтілення та власної трансформації», але помітили, що акторка ніколи не грала у фільмі жахів. Виявилось, що Гокінс знайома із влогерською творчістю Філіппу та позитивно сприймала їхні відео. «Вибудовувати персонажку з нею було суцільним задоволенням, вона просто заглиблювалась у неї. … Кожен кадр із Саллі — шалений. Вона випромінювала справжність» — казали брати. Гокінс ніколи не виходила з образу, навіть купуючи ті речі, які могла б купити Лора, обставляючи ними декорації будинку персонажки.
Знімальний процес тривав 41 день у червні—липні 2024 року в Аделаїді та місцевості навколо міста.

## Сприйняття
Критика високо оцінила «Поверни її мені», низка рецензій стверджувала, що фільм є «найкращим жахастиком 2025 року». «Його брутальна авантюрність демонструє, що режисери перейшли до абсолютно іншої ліги, ніж та, що була в „Говори до мене“. … Це один із найкращих і найсміливіших фільмів жахів останнього часу» — писав Алістер Райдер (The Film Stage). Оуен Глейберман з Variety відзначив успішну імпресіоністичну манеру режисури братів Філіппу, яким «важливі емоції, рясні відчуття зловтішного шоку».
Окремим рецензованим аспектом фільму стала акторська робота Саллі Гокінс. «Ця роль — як натягнута струна, яка водночас виглядає безтурботно для акторки. Гокінс, можливо, перша антагоністка фільмів жахів з часів Ентоні Гопкінса у „Мовчанні ягнят“, яка рівноцінно лякає та поводить себе розсудливо» — писав Білл Брая (Discussing Film). Раян Скотт (/Film) назвав роботу Гокінс найкращою в її доробку поруч із «Формою води».
Натепер рейтинг фільму на Metacritic — 75 %, на Rotten Tomatoes — 89 %. Самі Денні та Майкл Філіппу погоджувались, що деяким глядачам побачене на екрані може видатись надлишковим, проте вважали, що не мають соромитись обраного ними «найсильнішого засобу» вираження глибин горя та божевілля Лори. «„Поверни її мені“ має іншу енергію, ніж „Говори до мене“. Він похмуріший, більш справжній, як оголений нерв» — казали режисери.